# Ángel Alfaro Garión
Ángel Alfaro Garión   (Barcelona, 7 de març de 1899 - segle XX) fou un futbolista espanyol de les dècades de 1910 i 1920. Es desconeix la data de defunció.

## Trajectòria
Defensà els colors del FC Barcelona entre 1915 i 1916, però només disputà 3 partits amistosos. A continuació jugà tres temporades al RCD Espanyol, on fou un futbolista important, amb 22 partits oficials disputats en tres temporades. La temporada 1920-21 marxà a Astúries, on fou jugador i impulsor del club Círculo Popular de La Felguera.
Va jugar al FC Espanya entre 1921 i 1923, club que el darrer anys esdevingué FC Gràcia. El juny de 1922 participa amb la UD Girona en la inauguració del Camp de Vista Alegre. Després jugà al FC Martinenc entre 1923 i 1925. Els següents anys jugà a Gimnàstic FC de València, Zaragoza CD, FC Cartagena i Elx CF.